# Vítek (rybník)
Vítek je rybník ležící mezi obcemi Nová Hlína a Stará Hlína nedaleko levého břehu Lužnice (Staré řeky) u jejího ústí do rybníka Rožmberk. Vznikl v letech 1879–1880, kdy byl kvůli zmenšení příliš velkého Rožmberku od něj oddělen.

## Historie a popis
V době po založení rybníka Rožmberk, tedy na počátku 17. století, byla jeho rozloha asi dvojnásobně větší a sahala až do blízkosti Třeboně. To je patrné i na mapě třeboňského panství z roku 1684. Kvůli z toho plynoucím nevýhodám byl rybník postupně zmenšován, až v roce 1879 byla v jeho jihovýchodním cípu vybudována nová hráz a vznikl tak nový samostatný rybník nazvaný Vítek.
Vítek má nepravidelný tvar, zejména v jihovýchodní části jsou mělké rybniční zátoky s porosty rákosin (rákos obecný, orobinec širokolistý i orobinec úzkolistý, skřípinec jezerní, zblochan vodní). Ty vytvářejí příznivé prostředí pro vývoj hmyzu a proto se tu vyskytují pěvci, kteří se hmyzem a jeho larvami živí a často v rákosinách také hnízdí (rákosníci, cvrčilky, srdnad rákosní, slavík modráček, sýkořice vousatá). Jako hnízdní prostředí je tento biotop vhodný i pro potápky, lysku černou, chřástaly, různé druhy kachen, bukače velkého, bukáčka malého a další druhy vodních ptáků.

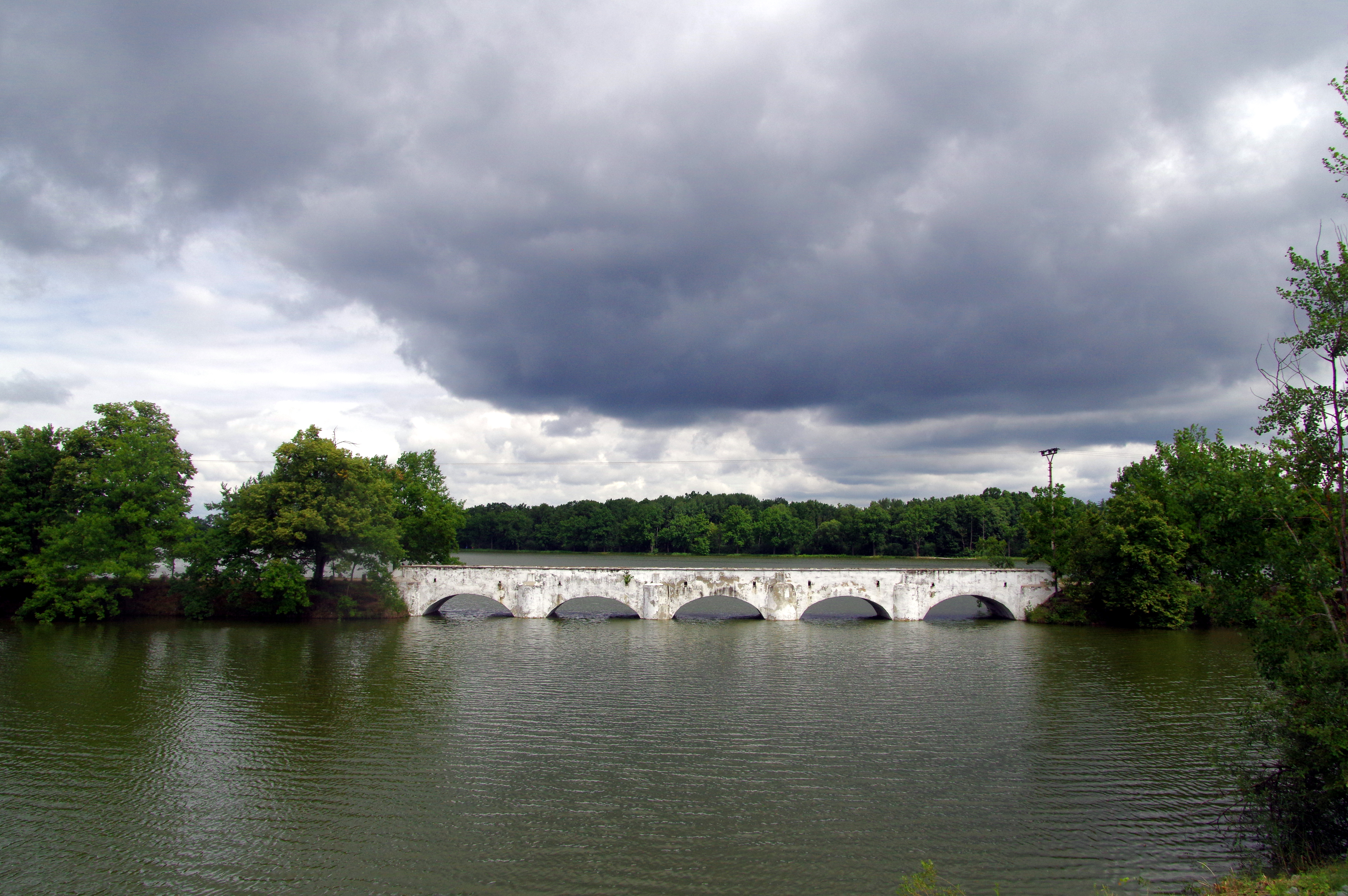
Pětiobloukový barokní most přes rybník

Jižní cíp rybníka přetínají dva mosty, z nichž novější a vyšší je součástí silnice z Třeboně do Stráže nad Nežárkou. Známou dominantou Vítku je ale kamenný most, který nechal jako inundační most v roce 1781 (tedy sto let před oddělením rybníka od Rožmberku) postavit krumlovský vévoda, kníže Jan Schwarzenberg. Stavitelem byl Josef Rosenauer, pozdější autor Schwarzenberského a Vchynicko-tetovského plavebního kanálu. Most dlouhý asi 50 m má pět oblouků z lomového kamene a po vybudování rybníka Vítek byly jeho pilíře zaplaveny. Už od roku 1958 je chráněnou památkou, přestože až do roku 1988 po něm vedla silnice. Nyní je přístupný jen pro chodce a cyklisty. Při povodni v roce 2002 byl poškozen a pak zrekonstruován.
V období protektorátu byl z mostu údajně do rybníka vysypán popel Jihočechů popravených nacisty. Pozitivní rolí této malebné barokní stavby bylo naopak několikeré využití pro filmové scény, stejně jako dalšího podobného, dvanáctiobloukového mostu přes Lužnici postaveného asi o 700 m dál v roce 1799.